# ZNF114
ZNF114 (англ. Zinc finger protein 114) – білок, який кодується однойменним геном, розташованим у людей на довгому плечі 19-ї хромосоми. Довжина поліпептидного ланцюга білка становить 417 амінокислот, а молекулярна маса — 47 747.
| 10         |  | 20         |  | 30         |  | 40         |  | 50         |
| ---------- |  | ---------- |  | ---------- |  | ---------- |  | ---------- |
| MSQDSVTFAD |  | VAVNFTKEEW |  | TLLDPAQRNL |  | YRDVMLENSR |  | NLAFIDWATP |
| CKTKDATPQP |  | DILPKRTFPE |  | ANRVCLTSIS |  | SQHSTLREDW |  | RCPKTEEPHR |
| QGVNNVKPPA |  | VAPEKDESPV |  | SICEDHEMRN |  | HSKPTCRLVP |  | SQGDSIRQCI |
| LTRDSSIFKY |  | NPVLNDSQKT |  | HENNEDDGVL |  | GWNIQWVPCG |  | RKTELKSSTW |
| TGSQNTVHHI |  | RDEIDTGANR |  | HQRNPFGKAF |  | REDGSLRAHN |  | THGREKMYDF |
| TQCENTSRNN |  | SIHAMQMQLY |  | TAETNKKDCQ |  | TGATSANAPN |  | SGSHKSHCTG |
| EKTHKCPECG |  | RAFFYQSFLM |  | RHMKIHTGEK |  | PYECGKCGKA |  | FRYSLHLNKH |
| LRKHVVQKKP |  | YECEECGKVI |  | RESSKYTHIR |  | SHTGEKPYKC |  | KTCGKDFAKS |
| SGLKKHLKTH |  | KDEKPCE    |  |            |  |            |  |            |

A: Аланін

C: Цистеїн

D: Аспарагінова кислота

E: Глутамінова кислота

F: Фенілаланін

G: Гліцин

H: Гістидин

I: Ізолейцин

K: Лізин

L: Лейцин

M: Метіонін

N: Аспарагін

P: Пролін

Q: Глутамін

R: Аргінін

S: Серин

T: Треонін

V: Валін

W: Триптофан

Задіяний у таких біологічних процесах, як транскрипція, регуляція транскрипції, альтернативний сплайсинг. 
Білок має сайт для зв'язування з іонами металів, іоном цинку, ДНК. 
Локалізований у ядрі.